# Parc de Rouelles
Le parc de Rouelles est le deuxième plus grand espace vert de la ville du Havre en Seine-Maritime. Il s'étend sur 160 hectares dans le quartier de Rouelles et offre 20 km de chemins pour les promeneurs, les cavaliers et les cyclistes. Les deux principaux bâtiments historiques du parc sont le manoir de la Bouteillerie et le colombier datant du XVIIe siècle. Ce colombier a été bâti par la famille Le Roux en 1631 selon un plan circulaire en silex noir et avec 10 chaînage de pierres blanches. Il abrite un cadran solaire réalisé l'année de la construction du colombier. Une ancienne étable, une grange et une charreterie complètent l'ensemble. Le parc abrite également l'arboretum de feuillus du plateau des Ardennes qui rassemble 259 variétés d'arbres.

### Liens externes

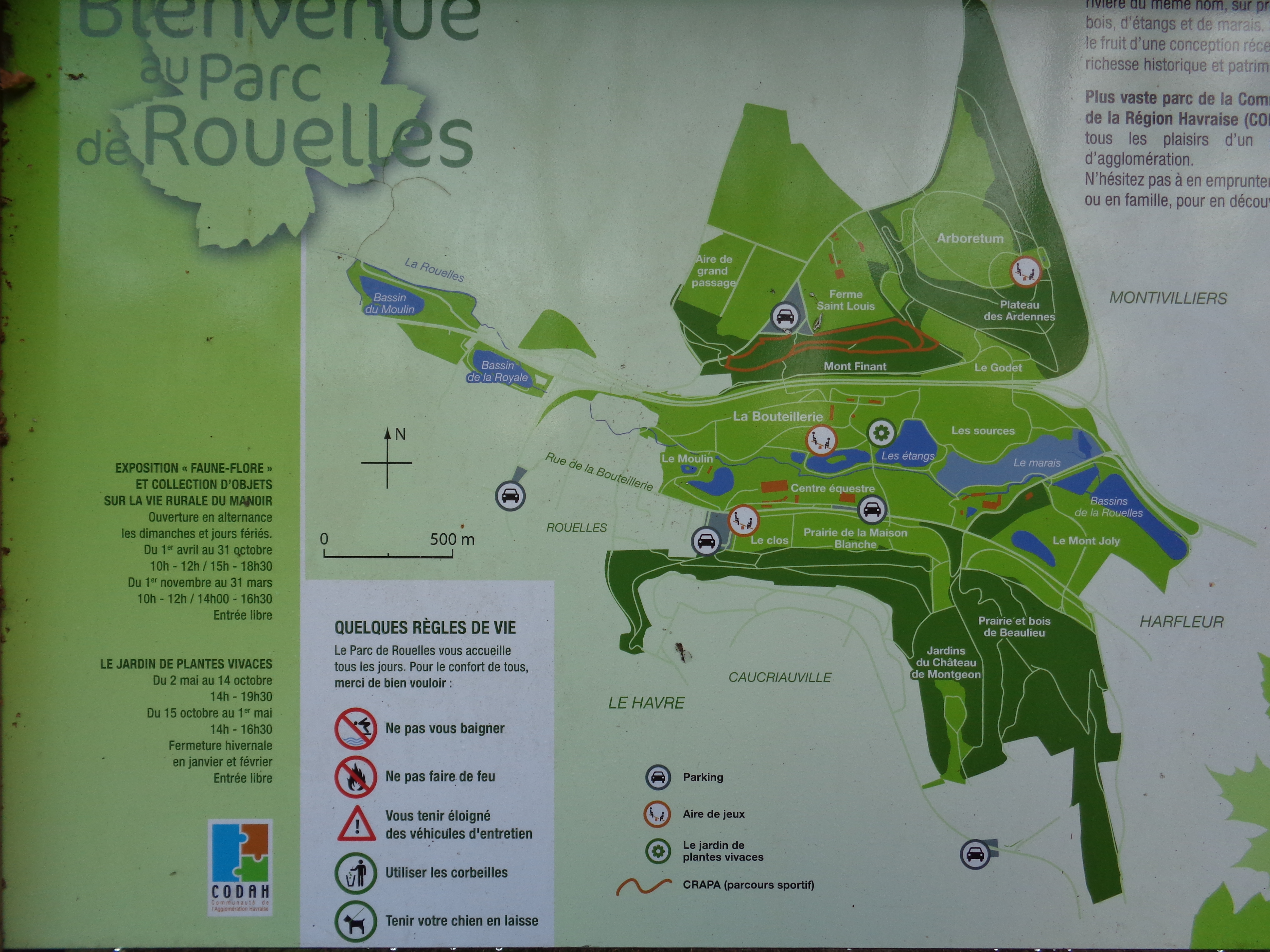
Plan du parc de Rouelles